# Nicolae Negumereanu
Nicolae Negumereanu (ur. 4 września 1994 w Braszowie) – rumuński zawodnik mieszanych sztuk walki (MMA) wagi półciężkiej. Od 2019 związany z organizacją UFC.
Były mistrz rumuńskiej organizacji Real Xtreme Fighting w wadze półciężkiej, znany jest z tego, że wychodząc do walki pojawia się w tradycyjnym dackim kapeluszu zwanym pilosem.

## Życiorys
Rozpoczynając przygodę z zapasami w wieku 15 lat, udało mu się zostać mistrzem kraju w zapasach i mistrzem kraju w kenpō. Gdy w późniejszym czasie zobaczył, jak jeden z jego przyjaciół rywalizuje na gali RXF, zmienił zdanie i postanowił skupić się na MMA.

## Kariera MMA

### Wczesna kariera
Zadebiutował w zawodowym MMA 10 października 2016 roku w walce przeciwko Alexandru Gavrila. Nicolae odniósł zwycięstwo w swojej pierwszej walce MMA przez TKO. Pierwsze walki toczył głównie w Real Xtreme Fighting, a niektórymi przeciwnikami, których pokonał, byli: Marius Pîslaru, Constantin Pădure, Robert Orbocea, Yuri Gorbenko i Kovács Kálmán. 19 listopada 2018 roku pokonał Dana Konecke przez duszenie brabo na RXF 32, zdobywając swój pierwszy tytuł mistrzowski RXF w wadze półciężkiej.

### UFC
W swoim debiucie dla amerykańskiej organizacji zastąpił Gökhana Sakiego, mierząc się z Saparbekiem Safarovem 16 marca 2019 roku na UFC Fight Night: Till vs. Masvidal w Londynie. Przegrał walkę przez jednogłośną decyzję.
Z powodu dwóch operacji – pleców i kolana – nie walczył przez dwa kolejne lata. Stwierdził, że przyjął walkę z Safarowem zaledwie trzy tygodnie wcześniej, a walczył z popękaną ręką i przeziębieniem.
19 czerwca 2021 zmierzył się z Aleksą Camurem na UFC on ESPN: The Korean Zombie vs. Ige. Wygrał walkę niejednogłośną decyzją. Pojedynek wywołał sporo kontrowersji po tym, jak Negumereanu wielokrotnie nielegalnie trzymał Camura przy siatce.
23 października 2021 na UFC Fight Night: Costa vs Vettori skrzyżował rękawice z Ike'iem Villanuevą. Wygrał walkę przez nokaut w pierwszej rundzie.
Oczekiwano, że 5 marca 2022 roku na gali UFC 272 zmierzy się z Ihorem Potierią, jednak Ukrainiec wycofał się z walki i został zastąpiony przez Kennedy'ego Nzechukwu. Negumereanu wygrał walkę niejednogłośną decyzją.  Osiem z pietnastu ocen mediów przyznało zwycięstwo Nzechukwu, podczas gdy sześć uznało remis, a tylko jedno przyznała zwycięstwo Negumereanu. 
Oczekiwano, że 4 czerwca 2022 zmierzy się z Alonzo Menifieldem na UFC Fight Night 207, jednak Negumereanu został usunięty z wydarzenia z nieujawnionych powodów, a jego miejsce zajął Askar Mozharov.
30 lipca 2022 na UFC 277 ostatecznie doszło do jego walki z Ihorem Potierią. Zwyciężył przez techniczny nokaut w drugiej rundzie.
12 listopada 2022 roku na UFC 281 zmierzył się z Carlosem Ulbergiem. Przegrał walkę przez nokaut w pierwszej rundzie.

## Osiągnięcia

### Mieszane sztuki walki
- Real Xtreme Fighting
  - 2018: Mistrz RXF w wadze półciężkiej

## Lista zawodowych walk w MMA
| Wynik     | Bilans | Przeciwnik (bilans przed walką) | Rozstrzygnięcie                             | Runda | Czas | Rozgrywki                              | Data       | Miejsce      | Uwagi                                                                                       |
| --------- | ------ | ------------------------------- | ------------------------------------------- | ----- | ---- | -------------------------------------- | ---------- | ------------ | ------------------------------------------------------------------------------------------- |
| Przegrana | 13-2   | Carlos Ulberg (6-1)             | KO (ciosy pięściami)                        | 1     | 3:44 | UFC 281                                | 12.11.2022 | Nowy Jork    |                                                                                             |
| Wygrana   | 13-1   | Ihor Potieria (19-2)            | TKO (kolana i ciosy pięściami)              | 2     | 3:33 | UFC 277                                | 30.07.2022 | Dallas       |                                                                                             |
| Wygrana   | 12-1   | Kennedy Nzechukwu (9-2)         | Decyzja (niejednogłośna)                    | 3     | 5:00 | UFC 272                                | 05.03.2022 | Las Vegas    | Nzechukwu odjęto jeden punkt w rundzie 3 z powodu powtarzających się palców w oczy.         |
| Wygrana   | 11-1   | Ike Villanueva (18-12)          | TKO (ciosy pięściami)                       | 1     | 1:18 | UFC Fight Night: Costa vs. Vettori     | 23.10.2021 | Las Vegas    |                                                                                             |
| Wygrana   | 10-1   | Aleksa Camur (6-1)              | Decyzja (niejednogłośna)                    | 3     | 5:00 | UFC on ESPN: The Korean Zombie vs. Ige | 19.06.2021 | Las Vegas    |                                                                                             |
| Przegrana | 9-1    | Saparbek Safarov (8-2)          | Decyzja (jednogłośna)                       | 3     | 5:00 | UFC on ESPN+ 5: Till vs. Masvidal      | 16.03.2019 | Londyn       | Debiut w UFC. Safarovowi odjęto jeden punkt w pierwszej rundzie za ciągłe chwytanie klatki. |
| Wygrana   | 9-0    | Dan Konecke (10-13)             | Poddanie (duszenie brabo)                   | 2     | 0:30 | RXF 32                                 | 19.11.2018 | Braszów      | Zdobył mistrzostwo RXF w wadze półciężkiej                                                  |
| Wygrana   | 8-0    | Kálmán Kovács (2-15)            | Poddanie (duszenie zza pleców)              | 1     | 3:12 | RXF 31                                 | 01.10.2018 | Kluż-Napoka  | Walka w wadze ciężkiej                                                                      |
| Wygrana   | 7-0    | Olutobi Ayodeji Kalejaiye (7-5) | TKO (ciosy pięściami)                       | 2     | 3:04 | RXF 29                                 | 18.12.2017 | Braszów      | Debiut w wadze półciężkiej                                                                  |
| Wygrana   | 6-0    | Yuri Gorbenko (12-42)           | TKO (niezdolność do kontynuowania waki)     | 2     | 5:00 | RXF 28                                 | 30.10.2017 | Braszów      |                                                                                             |
| Wygrana   | 5-0    | Hatef Moeil (3-2)               | TKO (przerwanie walki przez lekarza)        | 1     | 2:35 | Superior FC 18                         | 16.09.2017 | Ludwigshafen |                                                                                             |
| Wygrana   | 4-0    | Robert Orbocea (2-1)            | TKO (ciosy pięściami)                       | 1     | 1:55 | RXF 27                                 | 29.07.2017 | Piatra Neamț |                                                                                             |
| Wygrana   | 3-0    | Constantin Pădure (0-1)         | Poddanie (dźwignia prosta na staw łokciowy) | 2     | 1:08 | RXF 26                                 | 25.04.2017 | Braszów      |                                                                                             |
| Wygrana   | 2-0    | Marius Pîslaru (0-0)            | TKO (ciosy pięściami)                       | 1     | 0:57 | RXF 25                                 | 19.12.2016 | Ploeszti     |                                                                                             |
| Wygrana   | 1-0    | Alex Gavrilă (1-3)              | TKO (ciosy pięściami)                       | 1     | 0:10 | RXF 24                                 | 10.10.2016 | Braszów      | Debiut w wadze ciężkiej                                                                     |